# Angélica Simari Birkner
Angélica María Simari Birkner (* 28. Oktober 1994 in San Carlos de Bariloche, Río Negro) ist eine argentinische Skirennläuferin. Sie ist die Jüngste der Geschwister Simari Birkner, ihr Bruder Cristian Javier sowie ihre Schwestern María Belén und Macarena sind ebenfalls Skirennläufer.

## Biografie
Angélica Simari Birkner begleitete ihre älteren Geschwister bereits im frühesten Kindesalter zu internationalen Wettkämpfen und wuchs so halbjährlich in Europa auf. Ihren ersten Skitag verbrachte sie an ihrem ersten Geburtstag am Cerro Catedral. Die Schule besuchte sie in ihrem Heimatort Bariloche, Las Leñas, Ushuaia, Italien und Kanada. Sie spricht neben Spanisch fließend Englisch und Italienisch sowie außerdem Französisch und Deutsch.
Im Alter von 14 Jahren bestritt Simari Birkner erstmals ein FIS-Rennen und gab am folgenden Tag ihr Debüt im South American Cup. In dieser Rennserie startete sie in den folgenden Jahren regelmäßig und erzielte zahlreiche Platzierungen unter den besten zehn. Ihre bislang besten Ergebnisse waren sechs vierte Ränge. Dreimal nahm sie an Juniorenweltmeisterschaften teil, wobei sie ihr bestes Resultat, einen 38. Rang im Riesenslalom, gleich bei ihrem ersten Antreten in Crans-Montana 2011 erreichte. Ihren ersten Weltcup-Start verzeichnete sie am 11. Januar 2011 im Nachtslalom von Flachau. Im Februar 2015 wurde sie vom argentinischen Verband kurzfristig für die Weltmeisterschaften in Vail nominiert. Riesenslalom und Slalom beendete sie auf den Rängen 51 und 49, im Super-G kam sie nicht ins Ziel. Bei ihrem zweiten Weltcup-Rennen, der Kombination von Lenzerheide 2016 klassierte sie sich auf Platz 26, erhielt jedoch aufgrund des zu großen Zeitrückstandes keine Weltcup-Punkte.

## Privates
Angélica Simari Birkner entstammt einer sportbegeisterten Familie. Ihre Tanten Magdalena und Carolina sowie ihre Onkel Jorge Raúl Birkner Cogan und Ignacio Birkner waren als Skirennläufer aktiv, ebenso wie ihre Schwestern María Belén und Macarena sowie ihr Bruder Cristian Javier, als auch ihre Cousins Jorge Francisco Birkner Ketelhohn und Tomás Birkner de Miguel. Zwei weitere Cousins, Bautista und Francisco Cruz Saubidet Birkner sind Segelsportler.

## Erfolge

### Weltmeisterschaften
- Vail/Beaver Creek 2015: 49. Slalom, 51. Riesenslalom

### Weltcup
- 1 Platzierung unter den besten 30

### South American Cup
- Saison 2010: 5. Gesamtwertung, 5. Super-G-Wertung, 5. Slalomwertung, 7. Kombinationswertung, 8. Abfahrtswertung, 9. Riesenslalomwertung
- Saison 2011: 5. Gesamtwertung, 5. Riesenslalomwertung, 5. Slalomwertung
- Saison 2012: 4. Gesamtwertung, 5. Slalomwertung, 6. Super-G-Wertung, 9. Riesenslalomwertung
- Saison 2013: 9. Gesamtwertung, 6. Slalomwertung, 8. Riesenslalomwertung
- Saison 2015: 8. Kombinationswertung, 9. Super-G-Wertung
- Saison 2016: 7. Slalomwertung
- Saison 2018: 9. Gesamtwertung, 5. Slalomwertung
- Saison 2019: 5. Gesamtwertung, 5. Abfahrtswertung, 5. Super-G-Wertung, 5. Kombinationswertung
- 51 Platzierungen unter den besten zehn

### Juniorenweltmeisterschaften
- Crans-Montana 2011: 38. Riesenslalom
- Jasná 2014: 62. Super-Kombination, 74. Super-G

### Weitere Erfolge
- Dritte der argentinischen Meisterschaften (Riesenslalom 2011 und 2019)
- 2 Siege in FIS-Rennen